# صحرا رضایی

«صحرا رضایی بیماری قلبی شدید دارد، یعنی قلبش سوراخ بوده و خیرین به واسطه کمک درمان، با این خانواده آشنا شدند و بعد هم کمک‌هزینه تحصیل او را بر عهده گرفتند؛ بنابراین نگرانی برای سلامت جسمانی صحرا رضایی وجود دارد» (رضا شفاخواه، وکیل دادگستری)

صحرا رضایی (زادهٔ ۱۳۸۰ افغانستان) دانشجوی رشته روزنامه‌نگاری در دانشگاه علامه طباطبایی و از ناپدیدشدگان خیزش ۱۴۰۱ ایران در ۲۶ مهر ۱۴۰۱ است. او پس از تماسی که از دانشگاه با خانواده خود گرفت، ناپدید شد و احتمال داده شده در بازداشت نهادهای امنیتی ایران است.

## زندگی
صحرا رضایی، دانشجوی ترم ۷ روزنامه‌نگاری دانشگاه علامه و اهل افغانستان است. او به بیماری قلبی شدید مبتلاست و قلبش سوراخ است.

## ناپدید شدن
صحرا رضایی روز ۲۶ مهر ۱۴۰۱ برای «برای گرفتن ویزای تمدیدشده خود» در دانشگاه علامه طباطبایی حاضر بوده و ساعت ۱۲ ظهر آخرین تماس تلفنی را با خواهرش داشته‌است. بعد از آن اما گوشی‌اش خاموش می‌شود. ۲۶ مهر علی بهادری جهرمی سخنگوی دولت برای نشست پرسش و پاسخ در دانشگاه علامه طباطبایی حضور داشته که اعتراضات دانشجویان این جلسه ناتمام می‌ماند و سخنگوی دولت مجبور به ترک دانشگاه می‌شود.

## پیگیری‌ها
- سفارت افغانستان در تهران ۷ آذر ۱۴۰۱ اعلام کرد «به بخش حقوقی این سفارت دستور داده که موضوع «ناپدیدشدن» صحرا رضایی در تهران را پیگیری کند.»[۵]
- رضا شفاخواه، وکیل خانواده رضایی ۱۹ آذر ۱۴۰۱ اعلام کرد «روز سه‌شنبه … طی تماسی مسئول امور کنسولی وزارت علوم ایران با خانواده صحرا رضایی اعلام می‌شود که صحرا بازداشت نیست و حالش خوبست ولی بیشتر از این نمی‌توانند بگویند. در حال حاضر به دلیل عدم شفافیت در اطلاع‌رسانی از سوی وزارت علوم خانواده بشدت نگران و سردرگم و اشک‌های بی‌امان مادری مواجهیم.»[۶]

## بازداشت خبرنگار پیگیر کننده
نسترن فرخه خبرنگار گروه اجتماعی روزنامه شرق، یک روز پس از چاپ گفت‌وگو با وکیل خانواده صحرا رضایی و پیگیری رسانه‌ای وضعیت او بازداشت شد.

## واکنش‌ها
- شماری از دانش‌آموختگان دانشگاه علامه طباطبایی در بیانیه‌ای که ۲ آذر منتشر شد با انتقاد از برخوردهای امنیتی در دانشگاه‌ها، از «بی‌خبری از صحرا رضایی» اعلام نگرانی کردند و از «عدم همکاری مقام‌های دانشگاه در پیگیری وضعیت او» خبر دادند.[۸]
- شورای صنفی دانشجویان کشور از تداوم بی‌خبری نسبت به وضعیت صحرا رضایی ابراز نگرانی کرده‌است.[۹]
- رضا شفاخواه عضو کانون وکلای مرکز و وکیل خانواده رضایی ۵ آذر در مصاحبه‌ای با روزنامه شرق از پیگیری گسترده در دایره نظارت بر متهمان امنیتی، دادسرای جنایی، پلیس آگاهی و زندان‌های تهران به‌خصوص زندان اوین خبر داد که همه آن‌ها بی‌نتیجه بوده و هیچ خبری از صحرا رضایی نیست.[۱]